# Purchase
Purchase é uma localidade no Condado de Westchester Nova Iorque, Estados Unidos. Purchase é o lar do Manhattanville College e é uma das comunidades mais ricas da costa leste.

## História
Em 1967, 200 pessoas declararam apoio a um plano de incorporação de Purchase para que empresas não pudessem construir na comunidade. Em resposta, funcionários da cidade de Harrison apresentaram planos na tentativa de impedir que Purchase se separasse de Harrison. O Manhattanville College foi adicionado ao Registro Nacional de Lugares Históricos em 1974.

## Economia e negócios

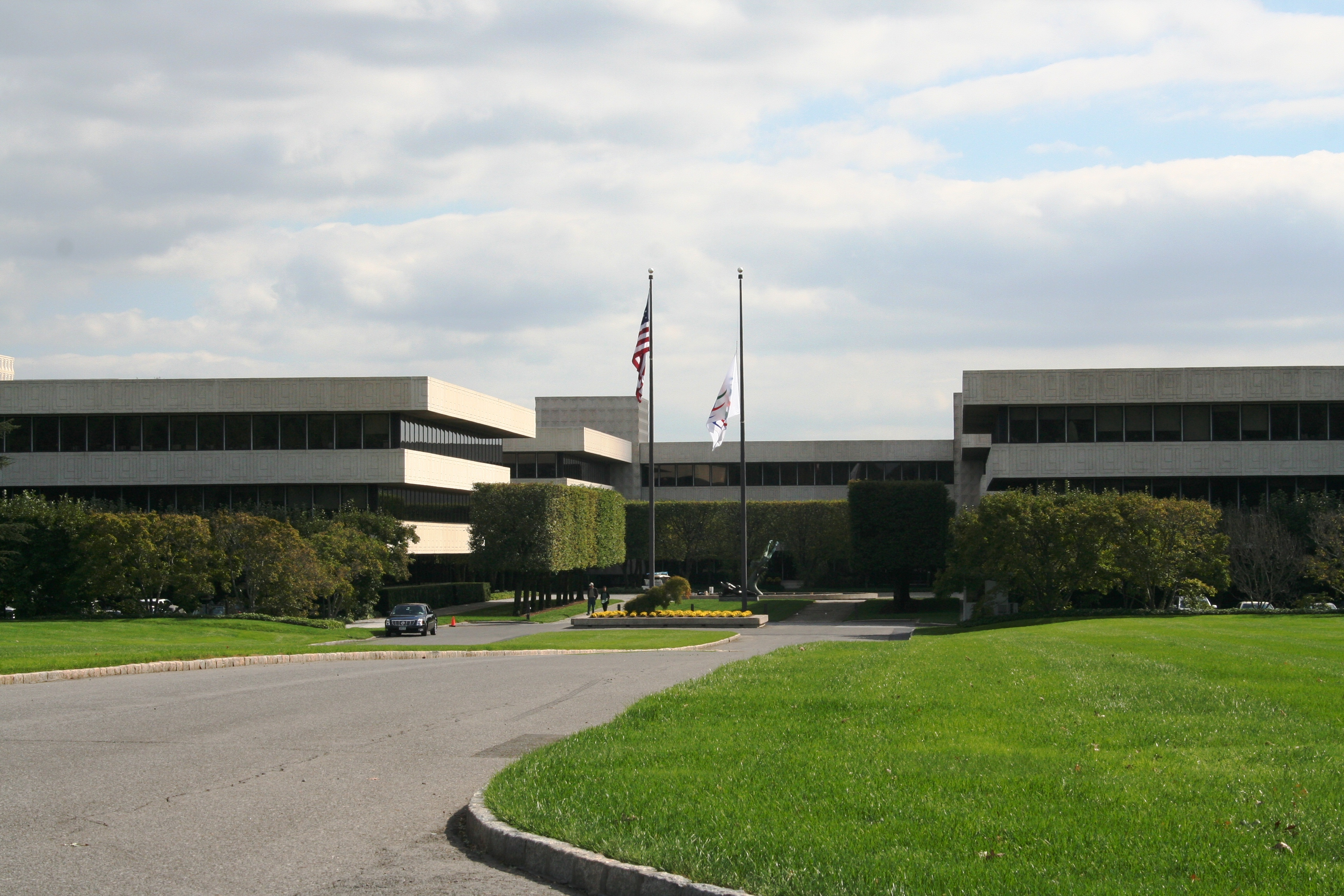
Sede da PepsiCo

É sede da Mastercard; PepsiCo; Atlas Air e sua subsidiária Polar Air Cargo. Pernod Ricard tem escritórios em Purchase. A Lenovo mantinha anteriormente sua sede dos EUA em Purchase. Em 2006, a empresa anunciou que estava se mudando para Morrisville, Carolina do Norte.
Estima-se que a renda familiar média em Purchase seja de aproximadamente US$ 352.000. De acordo com a Bloomberg, o CEP 10577, localizado em Purchase, é atualmente classificado como o quinto CEP mais rico dos Estados Unidos.
O vilarejo "foi usado para filmar uma parte considerável da segunda temporada" de The Sinner no verão de 2018; um local em destaque é o Cobble Stone Restaurant.

## Educação
Purchase School é a escola primária local. A Harrison High School é a escola secundária local. A Harrison High School é a única de ensino médio operada pelo distrito, ou seja, também atende toda a área da cidade de Harrison. Em 2010, o superintendente local, Louis N. Wool, foi nomeado Superintendente do Ano no estado de Nova York.